# 重庆五大功能区
重庆五大功能区是重庆市在2013年9月提出的关于重庆市功能区域划分的一项政策。它将重庆市划分为都市功能核心区、都市功能拓展区、城市发展新区、渝东北生态涵养发展区和渝东南生态保护发展区等五个功能区域。

## 都市功能核心区
包括：重庆市渝中区全域和大渡口区、江北区、沙坪坝区、九龙坡区、南岸区处于内环以内的区域，面积294平方公里。

## 都市功能拓展区
除都市功能核心区以外的重庆主城区。
- 重庆主城区：渝中区、大渡口区、江北区、沙坪坝区、九龙坡区、南岸区、北碚区、渝北区、巴南区。
- 都市功能拓展区：大渡口区、江北区、沙坪坝区、九龙坡区、南岸区部分区域，及北碚区、渝北区、巴南区。

## 城市发展新区
包括：涪陵区、长寿区、江津区、合川区、永川区、南川区、綦江区、大足区、潼南区、铜梁区、荣昌区、璧山区。

## 渝东北生态涵养发展区
包括：万州区、梁平区、城口县、丰都县、垫江县、忠县、开州区、云阳县、奉节县、巫山县、巫溪县。

## 渝东南生态保护发展区
包括:黔江区、武隆区、石柱县、秀山县、酉阳县、彭水县。